# Sacred world
『Sacred world』（セイクリッド・ワールド）は、2020年10月21日に発売されたRAISE A SUILENの5thシングルである。
表題曲の『Sacred world』は、TBS系アニメ『アサルトリリィ BOUQUET』オープニングテーマに起用された。
カップリング曲である「REIGNING～The Stage ver.～」と「R･I･O･T～The Stage ver.～」は、いずれも「We are RAISE A SUILEN～BanG Dream! The Stage～」で用いられたバージョンを音源化したものである。
通常盤（BRMM-10295）とBlu-ray付生産限定盤（BRMM-10294）の二種類をリリース。Blu-rayには天王洲 銀河劇場で行われた「We are RAISE A SUILEN～BanG Dream! The Stage～」の模様が収録される。
初回生産特典はオリジナルキャラクターカード（全5種の内ランダムで1枚）が封入。

## 楽曲内容
メンバーのRaychellはアニメイトタイムズとのインタビューの中で、今までのバンドの曲とは若干異なる、1990年代のアニメソングのような作風だったと話している。心持ちはあまり変わらないものの、繊細さの部分を大事にしつつも、強さの部分をしっかり出すよう心掛けたとRaychellは話している。
番組の劇伴を担当した松田彬人は、「Sacred world」に対し、「かなりテクニカルなことをしているな」という第一印象を抱いたとAnimeRecordとのインタビューの中で話しており、「ラップの部分も格好いいし、アニメの冒頭でテンションを上げる正しいやり方だなと感じました。」と楽曲制作者の藤田淳平の手腕を評価している。
また、Raychellは前述のインタビューの中で歌詞の内容についても言及しており、「断末魔の嘶き（いななき）に　蘇る」といった難解な言葉が多いと述べている。

## 収録曲（生産限定盤・通常盤共通）
「*」と記載のある人物は、楽曲発表時点でElements Gardenに所属していたことを示す。
1. Sacred world
  - 作詞：Spirit Garden[6]、作曲・編曲：藤田淳平[5][6]*
2. REIGNING ～The Stage ver.～
  - 作詞：織田あすか*、作曲・編曲：菊田大介*
3. R･I･O･T ～The Stage ver.～
  - 作詞：織田あすか*、作曲：上松範康*、編曲：菊田大介*
4. Sacred world（instrumental）

Blu-ray（生産限定盤のみ）
- 「We are RAISE A SUILEN～BanG Dream! The Stage～」千秋楽公演

## パフォーマンス
「Sacred World」はこれまでいくつかのライブコンサートにて披露されており、このうち「Animelo Summer Live 2021 -COLORS-」のDAY3で披露した時は、バンドメンバーの紡木吏佐が「Assault Lily［一柳隊］」の一員として「君の手を離さない」、「GROWING*」、「Edel Lilie」を歌った後、RASの一員として「Sacred world」をパフォーマンスをするという構成が取られた。

## 評価
アキバ総研の中里キリは、「BanG Dream! 8th☆LIVE」のライブレポートの中で「Sacred world」の音楽性について言及しており、「千変万化の攻めのボーカルと紡木さんの多彩なラップ、流麗なコーラスが絡みあっていく様子が、うるわしく激しい作品世界を巧みに表現しているように感じた。」と述べている。一方、アニメ!アニメ!のCHiRO★は中里と同じイベントを題材とした記事の中で「Sacred world」について、大胆なサビの構成によって強いグルーヴを生み出されていると述べ、バンドの新境地が見えたと評価している。